# Bệnh viện Phong da liễu Văn Môn
Bệnh viện Da liễu Thái Bình, trước ngày 31 tháng 7 năm 2018 được gọi là Bệnh viện Phong - Da liễu Văn Môn là một bệnh viện chuyên khoa da liễu trực thuộc Sở Y tế tỉnh Thái Bình.

## Vị trí
Bệnh viện nằm sát sông Hồng dưới con đê thuộc xã Vũ Vân, huyện Vũ Thư, tỉnh Thái Bình.

## Chức năng
Bệnh viện Da liễu Thái Bình là nơi khám và chữa cho các bệnh nhân phong, da liễu; quản lý, nuôi dưỡng, chăm sóc người mắc bệnh phong bị tổn thương nặng đã được điều trị ổn định. Ngoài ra Bệnh viện còn khám chữa bệnh đa khoa cho người dân xã Vũ Vân.

## Lịch sử
Tiền thân của Bệnh viện được thành lập từ năm 1900, nơi này được coi là nơi điều trị bệnh phong ra đời sớm nhất ở Việt Nam. Lúc bấy giờ tỉnh lị Thái Bình thu hút nhiều người nghèo ở các làng xã trong tỉnh vào xin ăn và tá ở các làng xã quanh đó, trong đó có những bệnh nhân phong. Theo đề xuất của một vị Giám mục Kitô tên là Sr.D.F Pedro Muan gorni (tên tiếng Việt làm Giám mục Trung), ông công sứ người Pháp khi đó là Vouillon thấy cần thiết phải dành một nơi ở xa tỉnh lập trại phong để thu gom tập trung những bệnh nhân phong đi lang thang ở tỉnh lỵ, và từ đó trại được thành lập ở một gò bên bãi sông Hồng của làng Văn Môn. Theo quyết định của Hội Thừa sai Paris, Trại dưỡng tế Văn Môn được thành lập.
Năm 1960, Bộ Y tế Việt Nam Dân chủ Cộng hoà đổi tên trại thành Khu Điều trị phong Văn Môn để thu dung điều trị cho bệnh nhân phong của 21 tỉnh, thành phố ở phía Bắc. Năm 1979, Bộ Y tế bàn giao cơ sở này cho tỉnh Thái Bình quản lý.
Vào năm 2003, tỉnh Thái Bình đổi tên Khu Điều trị phong Văn Môn thành Bệnh viện Phong - Da liễu Văn Môn do Sở Y tế tỉnh quản lý. Ngày 31 tháng 7 năm 2018, Bệnh viện được sáp nhập với Trung tâm Da liễu tỉnh Thái Bình và đổi tên thành Bệnh viện Da liễu tỉnh Thái Bình.

## Danh hiệu
Bệnh viện đã được tặng thưởng các danh hiệu tiêu biểu: Huân chương Lao động hạng Ba, Anh hùng Lao động trong thời kỳ đổi mới (2000), Huân chương Độc lập hạng Ba (2006, 2012) và nhiều bằng khen khác của Bộ Y tế, Uỷ ban nhân dân tỉnh Thái Bình, Tổng Liên đoàn Lao động Việt Nam...